# CC 21000
Les CC 21000 sont une série de locomotives électriques bicourant, extrapolées des CC 6500, même si la CC 21001 a été livrée 1 mois et demi avant la CC 6501.
Elles étaient utilisées sur l'axe franco-suisse Paris - Vallorbe avec traction du TEE Cisalpin entre autres.

## Historique
Les CC 21001 et CC 21002 ont effectué entre 1972 et 1975 de nombreux essais sur la ligne de la plaine d'Alsace, entre Ribeauvillé et Richwiller, afin de mettre au point le captage du courant aux grandes vitesses que les futurs TGV S-E pratiqueraient quotidiennement. À Rouffach, où étaient installés des bras à potentiomètres permettant de mesurer le soulèvement de la caténaire, la CC 21001 munie d'un pantographe à double étage a atteint en 1975 la vitesse de 285 km/h, établissant alors un record mondial sous 25 kV 50 Hz. Son rapport d'engrenage n'avait pas été modifié, ce qui lui permettait en principe d'atteindre les 5/4 de sa vitesse maximale de 220 km/h, soit 275 km/h, mais elle fut poussée au-delà. En termes de modifications, le circuit de commande engendrant des limitations d'intensité avait été désactivé et remplacé par une commande directe au moyen d'un simple bouton rotatif installé à gauche du pupitre tandis que le manipulateur de traction et la VACMA étaient neutralisés. La locomotive remorquait 2 voitures : la voiture électrotechnique n°1 et la voiture électrotechnique annexe, respectivement baptisées "l'ambulance" et "le corbillard" par l'équipe des essais. La courbe de Bollwiller avait vu son dévers relevé, pour permettre le passage à 250 km/h au lieu de 235 km/h lors de la décélération (en freinage électrique) et atteindre la vitesse maximale en amont, à Rouffach. Pour l'anecdote, Fernand Nouvion, alors retraité, avait été invité à participer à une marche d'essais, au cours de laquelle furent atteints les 282 km/h.
Deux exemplaires de cette série ont été équipés pour circuler sur la nouvelle ligne à grande vitesse entre Paris - Lyon, afin de pouvoir effectuer les tournées de visite de ligne lors de son exploitation avec la voiture Mauzin.
Les 4 CC 21000 sont devenues les CC 6575 à 6578 en 1996.
De ces quatre machines, la CC 6575, ex-CC 21001, fut la dernière en service. Elle a été réformée en juin 2007. L'association Sauvons la CC 6575 — à laquelle la machine a été concédée pour 10 ans par la SNCF — l'a préservée du démantèlement. Elle est désormais conservée au Musée du Chemin de Fer de Nîmes.
Notons également le séjour aux États-Unis en 1977 de la CC 21003, renommée X996 pour des essais pour le compte d'Amtrak. Pour ces essais la locomotive a fait l’objet de multiples modifications ayant porté sur la suspension, le schéma électrique et l'équipement de freins, des systèmes de sécurité américains, l’installation de toilettes, l’attelage automatique, etc. Mais cette proposition française n'a pas été retenue par les Américains en raison de l'inadaptation de la locomotive au mauvais état de leurs voies. La locomotive fut donc renvoyée en France et remise au type à son retour. Enfin, elle fut transformée en CC 6500 et renumérotée CC 6577 en 1996.

## Dépôt titulaire
| Engin    | Mise en service | Transformation | date transformation | Livrée        | Dépôts         |
| -------- | --------------- | -------------- | ------------------- | ------------- | -------------- |
| CC 21001 | 17 juin 1969    | CC 6575        | 21 février 1997     | Grand confort | Dijon Perrigny |
| CC 21002 | 2 juillet 1969  | CC 6576        | 17 juin 1996        | Grand confort | Dijon Perrigny |
| CC 21003 | 30 juin 1974    | CC 6577        | 5 octobre 1995      | Grand confort | Dijon Perrigny |
| CC 21004 | 29 juillet 1974 | CC 6578        | 16 octobre 1996     | Grand confort | Dijon Perrigny |

## Modélisme
Cette locomotive a été reproduite en HO par :
- Gérard-TAB ;
- Jouef ;
- Lima ;
- Lematec SNCF CC 21001, région 5, Dijon-Perrigny, livrée d'origine gris métallisé, marquages rouges, 1972-1980, Ep. IV.

Cette locomotive a été reproduite en O par AMJL et à l'échelle 1 par Modelbex, et prévue à l'échelle N par Hornby Arnold[réf. nécessaire].